# クレダーロ
クレダーロ（伊: Credaro  ( 音声ファイル)）は、イタリア共和国ロンバルディア州ベルガモ県にある、人口約3,500人の基礎自治体（コムーネ）。

## 地理

### 位置・広がり
ベルガモ県のコムーネ。県都ベルガモから東南東へ20km、ブレシアから西北西へ26km、州都ミラノから東北東へ62kmの距離にある。

#### 隣接コムーネ
隣接するコムーネは以下の通り。括弧内のBSはブレシア県所属を示す。
- カプリオーロ (BS)
- カステッリ・カレーピオ
- ガンドッソ
- パラーティコ (BS)
- トレスコーレ・バルネアーリオ
- ヴィッロンゴ
- ザンドッビオ

### 地震分類
イタリアの地震リスク階級 (it) では、3 に分類される
。

## 行政

### 山岳部共同体
広域行政組織である山岳部共同体「ラーギ・ベルガマスキ山岳部共同体」  (it:Comunità montana dei Laghi Bergamaschi)  （事務所所在地：ローヴェレ）を構成するコムーネである。